# بيز فليانا
بيز فليانا (بالإنجليزية: Piz Fliana)‏ هو أحد جبال سلسلة جبال الألب سيلفريتا ويقع في كانتون غراوبوندن في سويسرا. يحتل المرتبة رقم 98 في قائمة جبال سويسرا من حيث الارتفاع، إذ يبلغ ارتفاعه حوالي 3281 متر، بينما يبلغ ارتفاع نتوء الجبل 406 متر، هذا وقد سجل أول وصول لقمة الجبل عام 1869.